# Râul Valea Morii, Crișul Repede
Râul Valea Morii sau Pârâul Morii sau Râul Peștiș este un curs de apă, afluent al râului Crișul Repede. Cursul inferior, aval de localitatea Peștiș este uneori numit Valea Șoimului.

## Hărți
- Harta județului Bihor